# 魚目村
魚目村（うおのめむら）は、長崎県南松浦郡にあった村。五島列島のうち中通島の北東部を主な村域とした。1956年（昭和31年）に北隣に位置する北魚目村と合併し町制施行。新魚目町となった。
現在は新上五島町の一部となっている。

## 地理
五島列島のうち中通島の北東部と周辺島嶼部を主な村域とする。地内の有川湾は古くは魚目浦と称され、「魚目」の地名由来として、魚が群れをなして集まる様を表したと伝える。また魚目江、あるいは魚の海が転じたとも云われる。
- 島嶼：竹ノ子島
- 山：番岳[3]、城山、門松山、浅子山
- 港湾：有川湾、榎津港

## 沿革
明治初期の魚目村は浦桑郷・榎津郷・似首郷・小串郷・立串郷の5郷を村域としていたが、1889年（明治22年）に地方自治体として発足するまでの間に村域変更が行われている。まず明治4年に平戸藩領小値賀より中通島最北端に位置する津和崎郷を編入した。その後1885年（明治18年）に当村に属する6郷のうち小串・立串・津和崎の3郷を分離し、さらに青方村より分離した曽根郷を加えた4郷を合わせて北魚目村が分立した。
- 1889年（明治22年）4月1日 - 町村制施行により、南松浦郡魚目村が単独村制にて発足。
- 1954年（昭和29年） - 榎津郷および似首郷のそれぞれ一部を分離統合し、丸尾郷を新設。
- 1956年（昭和31年）9月25日 - 北魚目村と合併し町制施行。新魚目町が発足し、魚目村は自治体として消滅。

## 地名
郷を行政区域とする。魚目村は1889年の町村制施行時に単独で自治体として発足したため、大字は無し。
- 浦桑郷
- 榎津郷（えのきづ）
- 似首郷（にたくび）
- 丸尾郷 - 1954年、榎津郷・似首郷のそれぞれ一部より分立。

## 魚目村出身の著名人
- 鉄川与助（大工棟梁。幼少期に青方村より移住。）